# 影子生物圈
影子生物圈（Shadow biosphere）是美国科罗拉多大学的卡罗尔·克莱兰（Carol Cleland）及雪莱·科普利（Shelley Copley）提出的假说  ，指的是存在于地球但不同于已知生物理论的生命形式。它们可能存在的非传统生物，与已知的生物有着不同的生物化学和分子生物学过程。它们之所以没被发现，是因为我们探索生物世界用的是传统的生物化学方法。

## 可能的建议
美国佛罗里达大学生物化学专业的史蒂芬·A·本纳（Steven A. Benner）, 阿隆索·里卡多（Alonso Ricardo）, 和马修·A·卡里根（Matthew A. Carrigan）指出如果RNA生命曾经存在，那就有可能生存到今天，但它们不含核糖体所以被忽视，这通常用于检测现在那些已知的生物体。他们建议寻找这些生命应该在低硫的环境中，在空间上有限制（例如小于1微米孔隙的矿物质）的环境，极端冷热之间循环的环境。
其他影子生物圈可能的建议包括使用不同的生化组分，不同的核酸（碱基、糖不同），组成蛋白质的氨基酸不同，使用非标准氨基酸，手性相反的氨基酸和糖，或者使用砷而不是磷，其遗传物质具有不同的遗传密码，甚至是另一种化学物质，它们不是核酸（DNA 或 RNA）链或生物聚合物。美国科罗拉多大学的科学哲学家卡罗尔·克莱兰（Carol Cleland）认为“沙漠岩漆”的性质一直以来被争论是生物的或者是非生物的，应作为调查影子生物圈的一个潜在可能。
影子生物圈的存在可能意味着地球上的生命已经进化了不止一次，这意味着地球上可能存在与任何其他已知生命形式没有进化联系的微生物。有人建议，如果在地球上发现另一种微生物生命形式，那么生命在宇宙其他地方也很常见的可能性很大。

## 从什么地方寻找影子生物
2009年的一个研究给出了一个可能的寻找方案
- 极端自然环境，或者非标准的生命生存环境
  - 干燥的沙漠
  - 冰原
  - 深海热液口和地下深层
  - 高海拔的山顶和高原
  - 高层大气中的颗粒
  - 高辐射环境
  - 高盐环境
  - 过高或过低的pH值
  - 金属和其他有毒物质严重污染的地方
  - 严重缺乏某些关键元素的环境（例如磷，硫）
- 人工环境
  - 引入特定的针对DNA生命的毒素
  - 剔除所有的磷或其他关键元素
  - 高温（大于150℃）
  - 将水替换为另一种溶剂如氨

## 批评
这个假设还没有被广泛接受，批评者指还没有方法和实验得出结论能证明影子生物圈存在。例如，曾经似乎支持砷替代DNA中磷的证据可能来自实验室或现场污染，而包含砷的DNA在化学上是不稳定的。

## 参看
- 假定型生物化学
- RNA生命
- 铁硫生命
- GFAJ-1
- 砷生物化学
- DNA类似物
- 核酸类似物

## 阅读指南
- Cleland, C.E. (2006) Astrobiology Magazine A Shadow Biosphere （页面存档备份，存于）
- Cleland, C.E. (2007) Epistemological issues in the study of microbial life: alternative biospheres. Studies in the History and Philosophy of Biological and Biomedical Sciences 38:847–861.
- Cleland, C. E. and Copley, S. D. (2005) The possibility of alternative microbial life on Earth. International Journal of Astrobiology 4(4), 165-173.
- Wolfe-Simon,F., Davies,P.C.W. and Anbar, A.D. (2009) Did nature also choose arsenic? （页面存档备份，存于） International Journal of Astrobiology, Cambridge University Press doi:10.1017/S1473550408004394
- Kuhn, T. (1962) The structure of scientific revolutions. University of Chicago Press: Chicago.
- Pace, N. R. (1997) A molecular view of microbial diversity and the biosphere. Science （页面存档备份，存于）, 274, 734-740.
- Woese, C. R. (2004) The archaeal concept and the world it lives in: a retrospective. Photosynthesis Research, 80, 361-372.